# Municipio Pitiquito
Koordinaten: 30° 41′ N, 112° 3′ W
Pitiquito ist ein Municipio  im mexikanischen Bundesstaat Sonora. Die Gemeinde hat 9468 Einwohner (Volkszählung 2010, INEGI) auf 9.831,1 km². Sie liegt im Nordwesten Sonoras und grenzt an die Municipios Caborca, Altar, Trincheras, Benjamín Hill, Carbó und Hermosillo sowie an den Golf von Kalifornien. Verwaltungssitz und größter der 125 bewohnten Orte des Municipio ist das im Norden der Gemeinde gelegene gleichnamige Pitiquito, die nächstgrößeren Ortschaften sind Puerto Libertad und Desemboque de los Seris.

## Geschichte
Vor der Ankunft der spanischen Eroberer lebten Indianerstämme in den Seitentälern der Flüsse Altar und Magdalena, die Nebenflüsse des Asuncion sind. Pitiquito war ursprünglich eine Mission, die von dem Jesuitenpater Eusebio Francisco Kino mit dem Namen Señor de Pitiquín gegründet wurde. Pitiquito hat den Status einer Gemeinde im Jahre 1914 bekommen. 